# Plesk
Plesk — коммерческая платформа для веб-хостинга. Платформа Plesk была разработана в Новосибирске и впервые выпущена американской компанией Plesk Inc. В июле 2003 года она была приобретена компанией SWsoft. В 2008 году компания SWSoft была переименована в Parallels (бренд, приобретенный SWSoft). В 2015 году компания Parallels сменила бренд подразделения, предоставляющего услуги автоматизации хостинга, на Odin. В декабре 2015 года бренд Odin был приобретен компанией Ingram Micro, после чего Plesk стал отдельной организацией.

## Описание
Контрольная панель Plesk позволяет администратору сервера создавать новые сайты, учетные записи реселлеров, учетные записи электронной почты и записи DNS, используя веб-интерфейс. Администратор может добавлять шаблоны для клиентов и сайтов, которые предопределяют параметры выделения ресурсов для доменов и/или клиентов.
Последняя версия Plesk поддерживает интеграцию с Github и Docker и одновременное управление несколькими серверами, а также предоставляет готовую платформу для разработки с использованием Node.js, PHP, Python, Ruby on Rails и других программных средств. Предыдущая версия Plesk (12.5) для Linux/Unix поддерживает ряд POSIX-совместимых платформ, в том числе Debian, Ubuntu, CentOS, Red Hat Linux и CloudLinux. Предыдущие версии также поддерживали openSUSE, Fedora и FreeBSD. Plesk для Windows поддерживает операционные системы Windows Server 2008 и Windows Server 2012.
Plesk устанавливает специальные версии или управляет версиями баз данных MySQL и PostgreSQL (Microsoft SQL Server и Microsoft SQL Server Data Engine под Windows), Apache Tomcat, Java-серверами и сервером ColdFusion.
Платформа Plesk включает расширения для аутентификации, резервного копирования, разработки, работы с доменами и DNS.
Plesk является коммерческим продуктом для автоматизации дата-центров виртуального хостинга, разработанным для поставщиков платных услуг хостинга на Linux и Windows. Plesk был разработан для установки и управления системами и приложениями для виртуального хостинга на едином сервере. Контрольная панель разработана, чтобы упростить управление сайтами и их администрирование путём автоматизации различных задач на едином сервере.

## Расширения Plesk
Plesk предоставляет несколько пакетов программного обеспечения, которые не являются частью основного кода Plesk. Эти расширения, разработанные для взаимодействия с Plesk, включают в себя:
- Docker
- Git
- Plesk Security Advisor
- Plesk Multi Server
- WordPress Toolkit
- Developer Pack
- Kaspersky Antivirus
- Servershield by CloudFlare
- Virusdie

## История версий
| Версия                       | Дата выпуска |
| ---------------------------- | ------------ |
| Plesk Obsidian               | June 4, 2019 |
| Plesk Onyx 17.8              | March 2018   |
| Plesk Onyx 17.5              | 2017-03-25   |
| Plesk Onyx                   | 2016-10-22   |
| Plesk 12.5                   | 2015-10-13   |
| Parallels Plesk 12.0         | 2014-05-09   |
| Parallels Plesk Panel 11.5   | 2013-06-26   |
| Parallels Plesk Panel 11.0   | 2012-06-13   |
| Parallels Plesk Panel 10.0.1 | 2010-11-03   |
| Parallels Plesk Panel 9.0    | 2008-12-09   |
| Plesk 8.0.1                  | 2006-09-20   |
| Plesk 7                      | 2004-02-10   |
| Plesk 6                      | 2003-06-26   |

## Безопасность
Plesk предлагает пользователям возможность легко устанавливать веб-приложения с использованием стандарта упаковки приложений APS (Application Packaging Standard). Пакеты APS обновляются поставщиками по мере выхода обновлений безопасности.

## Подобное программное обеспечение
- BrainyCP